# Eleccions generals de Puerto Rico de 2024
Les eleccions generals de Puerto Rico de 2024 es van celebrar el 5 de novembre de 2024, coincidint amb les eleccions als Estats Units. Es van escollir el governador, el comissionat resident, els membres de la Cambra de Representants i el Senat, a més d’un referèndum no vinculant sobre l’estatus polític i una enquesta presidencial simbòlica.
La governadora electa va ser Jenniffer González-Colón, del Partit Nou Progressista (PNP), amb el 41,22% dels vots. Juan Dalmau, del Partit Independentista Porto-riqueny, va quedar en segona posició amb el 30,73%. Jesús Manuel Ortiz, del Partit Popular Democràtic (PPD), va obtenir el 21,44%.
Pablo Hernández Rivera, del PPD, va ser escollit com a comissionat resident amb el 43,48% dels vots.
Els comicis van estar marcats per diverses controvèrsies, com les irregularitats en el vot anticipat i per correu, disputes legals, i problemes tècnics amb les màquines de recompte electrònic. Observadors internacionals van identificar deficiències en la gestió electoral, i es van requerir recomptes en algunes categories.
La participació electoral va ser del 64,46%, amb gairebé dos milions de votants registrats.